# Курт Вальтер
Курт Вальтер (нім. Kurt Walter; 27 січня 1908, Заган, Німецька імперія — 27 червня 1944, Березина, СРСР) — німецький офіцер, оберст вермахту (1943). Кавалер Лицарського хреста Залізного хреста з дубовим листям.

## Біографія
В 1927 році вступив на службу в 11-й піхотний полк. З 1939 року — командир 11-ї роти 32-го піхотного полку. Учасник Польської і Французької кампаній, а також Німецько-радянської війни. Відзначився у боях в районі Ладозького озера. З серпня 1942 року — командир 2-го батальйону свого полку. З квітня 1943 року — командир 11-го гренадерського полку 14-ї піхотної дивізії, на чолі якого відзначився в боях під Вітебськом. Зник безвісти під час бою.

## Звання
- Кандидат в унтерофіцери (1927)
- Лейтенант (1 жовтня 1938)
- Оберлейтенант (1938)
- Гауптман (1940)
- Майор (1941)
- Оберстлейтенант (1943)
- Оберст (1 січня 1944)

## Нагороди
- Медаль «За вислугу років у Вермахті» 4-го і 3-го класу (12 років)
- Залізний хрест
  - 2-го класу (26 вересня 1939)
  - 1-го класу (8 липня 1941)
- Нагрудний знак парашутиста сухопутних військ
- Сертифікат Пошани Головнокомандувача Сухопутних військ Вермахту — нагороджений двічі (8 березня і 15 липня 1942)
- Відзначений у Вермахтберіхт (22 червня 1942)
- Німецький хрест в золоті (17 серпня 1942)
- Медаль «За зимову кампанію на Сході 1941/42» (1942)
- Кримський щит (1942)
- Лицарський хрест Залізного хреста з дубовим листям
  - лицарський хрест (25 вересня 1942)
  - дубове листя (№345; 5 грудня 1943)